# 케빈 머스캣
케빈 빈센트 머스캣(영어: Kevin Vincent Muscat, 1973년 8월 7일~)은 잉글랜드 태생 호주의 전 축구 선수이자 현 지도자로 현재 중국 슈퍼리그 상하이 하이강의 감독으로 재직 중이며 멜버른 빅토리의 레전드로 불린다.